# 남부투코투코
남부투코투코(Ctenomys australis)는 투코투코과에 속하는 설치류의 일종이다. 아르헨티나의 토착종이다.

## 해부학
남부투코투코는 대형 설치류로 몸무게는 250~600g이다. 머리부터 몸까지 몸길이는 15~25cm인 반면에 꼬리 길이는 6~11cm이다. 투코투코류 중에서 가장 큰 종이다. 큰 머리와 짧은 다리 그리고 상당히 큰 앞니가 특징적이다. 털 색은 진한 갈색부터 하체의 연한 갈색까지 띠며, 서식지의 모래 흙 색깔과 유사하다. 그러나 꼬리에는 털이 없다.

## 분포
남부투코투코는 대서양 해안을 따라 아르헨티나 부에노스아이레스주의 해안가 초원과 모래 언덕 지역에서 탈라스투코투코(C. talarum)와 같은 지역에 서식한다. 분포 지역은 네코체아부터 바이아블랑카 사이이다. 이 두 종은 같은 지역에 서식하지만, 토양 유형에 대한 다른 선호에 기초하여 미소한 간격으로 분리되어 산다. 남부투코투코는 일차생산량이 떨어지고 낮은 부드러운 흙을 좋아한다.

## 서식지
남부투코투코는 모래 언덕에서 식물이 부족하고 심층 토양 지역에 큰 굴을 파고 산다.